# Światowe Igrzyska Halowe w Lekkoatletyce 1985 – bieg na 800 m mężczyzn
Bieg na 800 metrów mężczyzn – jedna z konkurencji biegowych rozgrywanych podczas halowych światowych igrzysk lekkoatletycznych w  hali Accor Arena w Paryżu. Eliminacje zostały rozegrane 18 stycznia, a bieg finałowy 19 stycznia 1985. Zwyciężył reprezentant Hiszpanii Colomán Trabado.

## Rezultaty

### Eliminacje
Rozegrano 2 biegi eliminacyjne, do których przystąpiło 13 biegaczy. Awans do finału dawało zajęcie jednego z dwóch pierwszych miejsc w swoim biegu (Q). Skład finału uzupełniło dwóch zawodników z najlepszym czasem wśród przegranych (q).
Opracowano na podstawie materiału źródłowego.
Bieg 1
| Miejsce | Zawodnik           | Czas    | Uwagi |
| ------- | ------------------ | ------- | ----- |
| 1       | Petru Drăgoescu    | 1:49,20 | Q     |
| 2       | Benjamín González  | 1:49,40 | Q     |
| 3       | Ikem Billy         | 1:49,66 | q     |
| 4       | André Lavie        | 1:50,54 | q     |
| 5       | Jack McIntosh      | 1:52,85 |       |
| 6       | Assar Hassan Allah | 1:56,27 | NR    |
| 7       | Yeung Sai Mo       | 1:56,47 | NR    |
| –       | Edwin Koech        | DNS     |       |

Bieg 2
| Miejsce | Zawodnik        | Czas    | Uwagi |
| ------- | --------------- | ------- | ----- |
| 1       | Colomán Trabado | 1:50,33 | Q     |
| 2       | Tonino Viali    | 1:50,82 | Q     |
| 3       | Didier Marquant | 1:50,98 |       |
| 4       | Roland Weedon   | 1:51,17 |       |
| 5       | Luis Migueles   | 1:53,89 |       |
| 6       | Khaled Khalifa  | 1:57,30 |       |

### Finał
Opracowano na podstawie materiału źródłowego.
| Miejsce | Zawodnik          | Czas    |
| ------- | ----------------- | ------- |
| 1       | Colomán Trabado   | 1:47,42 |
| 2       | Benjamín González | 1:47,94 |
| 3       | Ikem Billy        | 1:48,24 |
| 4       | Petru Drăgoescu   | 1:48,34 |
| 5       | André Lavie       | 1:50,29 |
| 6       | Tonino Viali      | 1:50,85 |